# دابانغ 3
دابانغ 3 (بالإنجليزية: Dabangg 3)‏ هو فيلم كوميدي أكشن باللغة الهندية عام 2019 من إخراج برابهو ديفا وإنتاج مشترك بين أفلام سلمان خان وأرباز خان للإنتاج وسافرون للبث والإعلام المحدودة.  الجزء الثالث من سلسلة أفلام دابانغ، وهو تكملة رسمية لفيلم دابانغ (2010) ودابانغ 2 (2012). الفيلم من بطولة سلمان خان، سوديب، سوناكشي سينها، ساي مانجريكار وأرباز خان. ويضم الفيلم أيضًا برامود خانا وديمبل كاباديا وماهيش مانجريكار في الأدوار الداعمة. القصة التي كتبها سلمان، تتبع رحلة الشرطي الفاسد تشولبول باندي في الصراع عندما يقابل رجلًا شريرًا عجوزًا، بالي سينغ، الذي ينعش مشهده البسيط ذاكرته أثناء تجواله في الماضي، دون أن يدرك أن هذا يمكن أن يؤثر على الحاضر والمستقبل بأكثر من طريقة.
بدأ التصوير الرئيسي في أبريل 2019 وتم الانتهاء من التصوير في سبتمبر 2019. 
تم إصدار فيلم دابانغ 3 في دور العرض السينمائية في جميع أنحاء العالم في 20 ديسمبر 2019، في عطلة نهاية الأسبوع التي تسبق عيد الميلاد، باللغة الهندية، وتم دبلجته باللغات التاميلية والتيلجو والكانادا. أصبح أول فيلم هندي يتم إصداره باللغة الكانادا بعد رفع الحظر المفروض على الأفلام المدبلجة باللغة الكانادا في كارناتاكا. تلقى الفيلم مراجعات سلبية من النقاد، الذين انتقدوا السيناريو والإخراج والكتابة، لكنهم أشادوا بأداء سلمان خان وسوديبا. تأثرت مجموعات الفيلم بشكل أكبر بسبب احتجاجات قانون تعديل حقوق الملكية الفكرية، مما جعله الفيلم الأقل ربحًا في الامتياز. 

## حبكة
تبدأ القصة مرة أخرى بمشهد بطولي، وتتقدم للأمام من دابانغ 2 مع ضابط الشرطة الفاسد والمحبوب، ASP تشولبول باندي، الذي يمنع عملية سطو في حفل زفاف، ويضرب البلطجية وزعيمهم، غولو، بالأسود والأزرق. يوافق جولو بعد ذلك على العودة إلى وظيفته السابقة بدوام جزئي كعازف بوق في فرقة زفاف، ويظهر تشولبول باندي وهو يتعامل مع الحياة اليومية لزوجته راجو، وشقيقه ماخانشاند "ماكي" باندي، وهو أيضًا ضابط شرطة، وابنه، بينما يبقى والده براجاباتي باندي في المنزل مع راجو. يبدو أن ماكي يستمتع بأسلوب حياة مترف معظم الوقت. في أحد الأيام المشؤومة، تصل فتاة يائسة، ربما مصابة، على عجل إلى محطة ماكي بعد هروبها من مكان ما وتطلب المساعدة؛ وتتوقع ماكي معاقبة خاطفيها الذين حاولوا بيعها هي وفتيات أخريات، وينضم إليها تشولبول، وبعد مشاجرة، يعتقل الأخوان شينتي واليا، التي تدير شبكة للدعارة.
أثناء محاولته انتزاع اعتراف من تشينتي في مركز الشرطة، اعترض تشولبول محامياً وبعض المجرمين الذين جاءوا لإطلاق سراح تشينتي. ومع ذلك، فإنه يمزق أمر المحكمة، وفي حالة من اليأس، يواصل زعيم البلطجية إجراء مكالمة الفيديو حتى مع ابتسامة تشولبول على الشاشة. وبعد دقائق، يعرض الزعيم مكالمة الفيديو على بالي سينغ، الذي يرى تشولبول، الذي ينظر مرة أخرى إلى كاميرا الهاتف لزيارة بالي. لقد أصيب بصدمة لا توصف، فتذكر أيام شبابه، متذكراً مصيره مع بالي.
قبل سنوات، عندما كان لا يزال صغيرًا، وقع تشولبول، الذي اتضح أن اسمه الحقيقي هو داكاد تشاند باندي، في حب فتاة تدعى خوشي، والتي كانت تُعتبر في البداية عروسًا محتملة لماكي، بعد أن لاحظ صورة لها في يد ماكي، وأخبر والدته، نيني ديفي، أنه سيكون مناسبًا بدلاً من ماكي؛ بعد بضعة أيام، وافق عم خوشي برابهت وخالتها جانكي على المباراة بين داكاد وخوشي، وبدأ الاثنان في مغازلة بعضهما البعض. في الوقت نفسه، وضع بالي، وهو بلطجي عديم الرحمة وعنيف، عينيه على خوشي وبدأ في اتخاذ الترتيبات اللازمة للزواج منها. ومع ذلك، عندما رأى داكاد مع خوشي، قرر قتل خوشي وعائلتها أمام عيني داكاد بعد إغرائه إلى المكان. تم قتل كل من برابهات وجانكي، وألقيت خوشي من فوق منحدر لتموت. نتيجة لذلك، تأثر هارييا وابنته راجو، التي تبين أنها صديقة خوشي، بشكل كبير؛ حيث لجأ هارييا إلى إدمان الكحول، في حين تم القبض على داكاد، الذي أوقعته بالي في الفخ وقضى وقتًا طويلاً في السجن بتهمة القتل، من قبل المفوض ساتيندار سينغ بعد إنقاذه من المهاجمين، وتحول إلى شرطي متوتر، وأطلق على نفسه اسم تشولبول، في ذكرى خوشي، مما شكل أحداث دابانغ.
في الوقت الحاضر، قرر تشولبول، بعد أن نقل هذه الحلقة بأكملها إلى براجاباتي وراجو، أنه قد حصل على ما يكفي، وأنه يحتاج إلى إغلاق هذا الفصل مرة واحدة وإلى الأبد. في هذه الأثناء، يضلّل بالي ماكي الذي لا يجذبه أحد ليتحول ضد تشولبول، ويصفعه تقريبًا بعد ترقيته أيضًا إلى رتبة ASP. يتسبب هذا الفعل في نفيه من منزله على يد براجاباتي، ويتعاون مع بالي بشكل نشط. ويخطط بالي، الذي من المقرر أن يصبح سياسياً ووزيراً في الانتخابات المقبلة، لإحضار شاحنة مليئة بالأموال. وهكذا، قام بنقل ماكي والعديد من ضباط الشرطة الآخرين في دائرته إلى مكان واحد مشترك لتسهيل النقل. يعترض تشولبول الشاحنة ويحول أتباع بالي في قوة الشرطة ضد بالي نفسه. انتقامًا، يقوم بالي باختطاف العديد من شركاء تشولبول وضربهم بوحشية حتى الموت حتى اقتحم تشولبول المكان مرة أخرى وحررهم جميعًا، حتى بعد هروب بالي مع ماكهي وبعض الشركاء الموثوق بهم.
في محاولته لإغراء بالي للقيام بعمل غير منتج، قام تشولبول باختطاف الوزير إس إس شارما وصهره من خلال التخطيط لخطة بمساعدة جولو وإجبارهما على الاعتراف، الأمر الذي انتشر على نطاق واسع. يلاحظ بالي الأمر نفسه، ويساعده ماكي في تعقبهم لأنه يتعرف على المخبأ. عند وصوله إلى هناك، يقتل بالي شارما ويصيب صهره؛ ردًا على ذلك، يرسل مصارعين لمهاجمة راجو وابنها، لكن تشولبول يصل في الوقت المناسب لإنقاذ الاثنين.
وبعد مرور بعض الوقت، يتلقى تشولبول مكالمة من براجاباتي، الذي يخبره أن راجو لم يصل إلى المنزل. بعد أن استشعر يد بالي في الأمر، غزا مقلعًا كان بالي يحتجز فيه راجو، والمثير للدهشة، ماكي نفسه، كرهائن - كان ماكي دائمًا إلى جانب تشولبول، وكانت لعبة بين الأخوين لإثارة البخور في بالي؛ بعد قتال عنيف، قتل تشولبول بالي بطعنه بمسامير معدنية. ثم يدفن بالي تحت الأنقاض.

## الممثلون
- سلمان خان بصفته A.S.P. تشولبول باندي / داكادشاند "داكاد" باندي
- سوناكشي سينها بدور راجو باندي
- سايي مانجريكار بدور خوشي تشوتالا
- سوديب بدور بالوانت "بالي" سينغ (محكوم عليه سابقًا)
- أرباز خان بدور ماخانشاند "ماكي" باندي
- برامود خانا بدور براجاباتي باندي
- ديمبل كاباديا بدور نايني ديفي باندي
- نواب شاه بدور جولكاند "جولو" مانيك
- راجيش شارما بدور الوزير سوريادار شارما
- ديف جيل بدور بالجيت "بابلو" سينغ
- شارات ساكسينا بدور المفوض ساتويندر سينغ
- باريش جاناترا بدور سوراب ديفاسثال
- ميدها مانجريكار بدور جانكي سايجال
- علي بدور الشرطي راجفير "راجو" خانديشي
- بيسانت رافي بدور أبله بالي
- أميت شيفداس ناير في دور خاطف الفتاة
- جيتندرا بامجود في دور أبله بالي
- ديبراج رانا في دور أبله بالي
- ناريش جوسين ضيف في حفل الزفاف
- تونشا شارما بدور الفتاة المعادية

```
=== مظهر حجاب ===
```

- ماهيش مانجريكار بدور هاريا شرشوات
- دوللي بيندرا بدور شينتي واليا
- سهيل خان بدور ضابط الشرطة روهيت كومار شارما
- وارينا حسين بدور راقصة الحانة في أغنية "مونا بادنام هوا"
- برابهو ديفا بدور نفسه في أغنية "مونا بادنام هوا"

## إنتاج

### تطوير
في عام 2013، تم الإعلان عن أن فيلم دابانغ 3 سيكون بمثابة مقدمة.   في عام 2014، أثناء الترويج لفيلمه دوللي كي دولي، أكد المخرج أرباز خان أن الجزء الثالث من دابانغ سيحدث بالفعل وأن مرحلة ما قبل الإنتاج ستبدأ قريبًا. وأضاف: "يجب أن تكون فكرة خارجة عن المألوف، وعندها فقط يمكننا التفكير في تحويلها إلى فيلم. لن يكون دابانغ 3 عن القصة التي يتم نقلها إلى الأمام ولكن شيئًا مختلفًا تمامًا يأتي في الطريق". في مارس 2015، قال أرباز خان إنه قد لا يخرج دابانغ 3 بسبب عبء العمل الكبير لكونه منتجًا وممثلًا ومخرجًا. في أبريل 2015، صرح أرباز خان أن الفيلم قد يستغرق عامًا أو عامين حتى يتشكل حيث تم تأجيله بسبب سلطان. بعد الكثير من التكهنات، تم التأكيد في أغسطس 2016، أن سوناكشي سينها ستكون جزءًا من Dabangg 3 وقد تنضم إليها ممثلة أخرى.  
وفي وقت لاحق من ذلك الشهر، وردت أنباء تفيد بأن كاجول عُرض عليها دور الشرير، لكنها رفضت القيام به، حيث قالت لوسائل الإعلام أن "دورها لم يكن قوياً مثل دور سلمان".
في أكتوبر 2017، ورد أن الكتاب بدأوا في كتابة سيناريو الفيلم، وسيبدأ التصوير بحلول منتصف عام 2018. في الشهر التالي، أكد أرباز خان أن برابهو ديفا سيخرج الفيلم، وسيتولى الرقابة الإبداعية. اعتبارًا من مارس 2018، أكد ديفا أنه سيخرج الفيلم وسيقوم سلمان خان وسوناكشي سينها وأرباز خان بتجسيد شخصيتهم السابقة. سيؤلف ساجد وواجد مرة أخرى الموسيقى التصويرية للفيلم. في 31 مارس 2019، وصل سلمان وأرباز إلى إندور لبدء التصوير لفيلم دابانغ 3 في 1 أبريل.

### التصوير
بدأ التصوير الرئيسي في أبريل 2019. تم الانتهاء من التصوير في سبتمبر 2019.

## الموسيقى التصويرية
موسيقى الفيلم من تأليف ساجد وواجد، بينما كلمات الأغاني من تأليف جليس شرواني، دانيش صبري، سامير أنجان، ساجد خان، وإيرفان كمال. تم تسجيل الألبوم في الأصل باللغة الهندية ويحتوي على ست أغنيات وتم إصداره في 13 نوفمبر 2019 بواسطة تي سيريز.
كانت أغنية "Hud Hud" موجودة في كل من دابانغ و دابانغ 2 وتم إعادة إنشائها في الفيلم. تستعير النسخة الموجودة في دابانغ 3 الكلمات والموسيقى بشكل كبير من تأليف ساجد وواجد السابق، "Rab Ka Banda"، من الموسيقى التصويرية لفيلم هالو لعام 2008. تم كتابة وتأليف رقم الرقص "Munni Badnaam Hui" بواسطة لاليت بانديت من النسخة الأصلية لعام 2010 وتم إعادة إنشائه باسم "Munna Badnaam Hua".
| #  | عنوان               | المدة |
| -- | ------------------- | ----- |
| 1. | "Hud Hud"           | 4:25  |
| 2. | "Naina Lade"        | 4:49  |
| 3. | "Yu Karke"          | 3:45  |
| 4. | "Munna Badnaam Hua" | 4:08  |
| 5. | "Awara"             | 4:56  |
| 6. | "Habibi Ke Nain"    | 5:51  |

## روابط خارجية
- دابانغ 3 على موقع IMDb (الإنجليزية)
- دابانغ 3 على موقع روتن توميتوز (الإنجليزية)
- دابانغ 3 على موقع ألو سيني (الفرنسية)
- دابانغ 3 على موقع فيلمافينيتي (الإسبانية)
- دابانغ 3 على موقع قاعدة بيانات الفيلم (الإنجليزية)
- دابانغ 3 على موقع ليتربوكسد (الإنجليزية)
- دابانغ 3 على موقع كينوبويسك (الروسية)